# Saison 2011-2012 de la Jeunesse sportive de Kabylie
Maillots
Chronologie
Saison précédente Saison suivante
Cet article traite de la saison 2011-2012 de la Jeunesse sportive de Kabylie. Il s'agit de sa cinquantième saison sportive dans le football algérien, mais aussi sa soixantième si l'on prend en compte ceux de la période coloniale. Les matchs se déroulent essentiellement en Championnat d'Algérie de football 2011-2012 (quarante-troisième saison d'affilée dans l'élite) mais aussi en Coupe d'Algérie de football 2011-2012 (sa quarante-huitième participation) et Coupe de la confédération 2012.

## Bref rappel de la saison dernière (2010-2011)
La JS Kabylie, au début de la saison 2010-2011 se présenta en tant que troisième de la saison passée, derrière le MC Alger champion et l'ES Sétif son dauphin. Elle disputa donc le championnat d'Algérie, un championnat à seize clubs contrairement à la saison précédente qui était de dix-huit clubs, et de plus il s'agit de la première saison de l'ère professionnel du football algérien. La saison en championnat débuta le 25 septembre 2010 et se conclut difficilement le 8 juillet 2011. La JSK termina l'exercice dominé par l'ASO Chlef, péniblement à la onzième place du classement, ce qui représente sa deuxième plus mauvaise performance dans l'élite. La dernière fois que la JS Kabylie avait été classée au-delà de la dixième place se fut lors de la saison 1991-1992 avec une treizième place. Le club avait malgré tout sauver sa saison en remportant la Coupe d'Algérie, ce qui était également le cas la saison passée.
Ce fut une saison extrêmement compliquée, l'effectif était très fatigué et n'avait cesser de jouer sans trêve, car les nombreux déplacements lointains en Ligue des champions avaient occasionnés de nombreux reports de match qui se jouèrent lors des trêves internationales ou hivernales, ce qui est incompatible avec un repos. Si le championnat fut catastrophique la coupe en revanche fut une grande réussite, elle s'imposa en finale face à l'USM El Harrach un but à zéro et remporta ainsi son cinquième titre dans la compétition.
Sur le plan international, en début de saison le club dut faire face à la déception de son élimination en demi-finale de la ligue des champions face au TP Mazembe futur vainqueur de la compétition, car pour rappel les compétitions africaines se terminent à la fin de l'année (année du calendrier) et non au terme d'une saison de football. Sa troisième place acquise la saison passée lui permit de participer à la Coupe de la confédération, la deuxième compétition africaine. Il s'agit de sa deuxième participation à ce tournoi dans ce système, la précédente l'avait été lors de l'édition 2008 où elle concourra en tant que reversée de la Ligue des champions. Si l'on compte avec le système Coupe de la CAF, cette édition représente sa sixième participation. En raison de son bon parcours l'année précédente en ligue des champions, la JS Kabylie fut exemptée du premier tour de la compétition elle débuta donc au deuxième tour face au club mauritanien du FC Tevragh Zeïna. Le tour suivant, celui des huitièmes de finale fut assez compliqué, elle se rendit au Gabon pou affronter le FC Missile et s'inclina trois buts à zéro. Toutefois lors du match retour, l'équipe réussit à renverser la vapeur en s'imposant elle aussi trois buts à zéro et se qualifia au tour de barrage grâce aux tirs au but. Le tour suivant fut une formalité face au club sénégalais de l'ASC Diaraf en assurant la victoire à domicile et le nul à l'extérieur, cette prouesse lui permit donc de qualifier pour la deuxième fois de son histoire à la phase de poule des quarts de finale de la compétition dans ce système.
Malheureusement, les nombreux reports de matchs contraignirent la JSK à jouer sans arrêt avec une fin de championnat insolite qui se déroula à une date inhabituelle, un onze juillet. Sachant que la première échéance eut lieu une semaine après le 16 juillet 2011 et que l'équipe venait d'enchaîner une série de sept matchs sans victoires en championnat, le parcours fut donc catastrophique. Le président de la JSK ne sachant que faire venait déjà de consommer deux entraîneurs et engagea un troisième, ancien du club en la personne de Moussa Saïb. Celui-ci se révélant très vite incompétent fut limogé aussitôt trois défaites. La JS Kabylie réalisa un triste record, durant toute la phase de poule des quarts de finale de la compétition elle enchaîna six défaites consécutives qui la plaça dernière de ce groupe. Durant toute cette phase elle ne marqua qu'un seul but et en encaissa neuf, elle quitta la tête basse la compétition, laquelle elle avait fondé de grands espoirs, temps son statut de favorite en raison de son bon parcours la saison passée en ligue des champions, lui donnait l'opportunité d'agrandir son palmarès.
La saison fut donc catastrophique, malgré le gain d'un titre avec sa cinquième coupe d'Algérie remportée de belle manière, la JS Kabylie connut l'une des saisons les plus noirs de son existence. Preuve en est de la déclaration du président qui malgré la qualification la saison prochaine en Coupe de la confédération 2012 refusera de faire participer l'équipe en raison des grandes difficultés physiques, psychologiques et financières que le club due faire face lors de cette malheureuse saison dont la gestion laisse même à désirer. Jamais les supporters n'avaient assister à une saison aussi laborieuse et observer leur équipe fétiche aussi faible.

## Marché des transferts

### Mercato d'été 2011
| Type    | Poste             | Nom                 | Âge | Nat.                        | Transfert           | Durée   | Indemnité | Date          | Provenance/Destination |
| ------- | ----------------- | ------------------- | --- | --------------------------- | ------------------- | ------- | --------- | ------------- | ---------------------- |
| Arrivée | Attaquant         | Salim Hanifi        | 23  | Drapeau de l'Algérie        | Transfert définitif | 2 ans   | Aucune    | Mercato d'été | RC Kouba (L2)          |
| Arrivée | Milieu de terrain | Hamza Ziad          | 23  | Drapeau de l'Algérie        | Transfert définitif | 2 ans   | Aucune    | Mercato d'été | MSP Batna (L2)*        |
| Arrivée | Attaquant         | Hamza Boulemdaïs    | 29  | Drapeau de l'Algérie        | Transfert définitif | 2 ans   | Aucune    | Mercato d'été | MC El Eulma (L1)       |
| Arrivée | Défenseur         | Okba Hezil          | 23  | Drapeau de l'Algérie        | Transfert définitif | 3 ans   | ~20 000 € | Mercato d'été | MSP Batna (L2)         |
| Arrivée | Milieu de terrain | Madani Camara       | 24  | Drapeau de la Côte d'Ivoire | Transfert définitif | 3 ans   | Aucune    | Mercato d'été | MC El Eulma (L1)       |
| Arrivée | Attaquant         | Mohamed Maâyouf     | 24  | Drapeau de l'Algérie        | Transfert définitif | 2 ans   | Aucune    | Mercato d'été | WA Boufarik (DNA)      |
| Arrivée | Défenseur         | Nordine Assami      | 24  | Drapeau de l'Algérie        | Transfert définitif | 2 ans   | Aucune    | Mercato d'été | FC Gap (CFA)           |
| Arrivée | Milieu de terrain | Hocine Metref       | 27  | Drapeau de l'Algérie        | Transfert définitif | 1 an    | Aucune    | Mercato d'été | ES Sétif (L1)          |
| Départ  | Attaquant         | Farès Hemitti       | 24  | Drapeau de l'Algérie        | Fin de contrat      | 2,5 ans | Aucune    | Mercato d'été | USM Alger (L1)         |
| Départ  | Attaquant         | Sid Ali Yahia Chrif | 26  | Drapeau de l'Algérie        | Transfert définitif | 3 ans   | Aucune    | Mercato d'été | FC Istres (L2)         |
| Arrivée | Attaquant         | Nabil Hemani        | 32  | Drapeau de l'Algérie        | Transfert définitif | 1 an    | Aucune    | Mercato d'été | ES Sétif (L1)          |
| Départ  | Défenseur         | Koceila Berchiche   | 25  | Drapeau de l'Algérie        | Libéré              | [ 12 ]  | Aucune    | Mercato d'été | Libre                  |
| Départ  | Milieu de terrain | Lamara Douicher     | 31  | Drapeau de l'Algérie        | Libéré              | [ 12 ]  | Aucune    | Mercato d'été | Libre                  |
| Départ  | Gardien de but    | Mourad Berrefane    | 25  | Drapeau de l'Algérie        | Transfert Définitif | [ 13 ]  | Aucune    | Mercato d'été | MC El Eulma (L2)       |
| Départ  | Milieu de terrain | Billel Naïli        | 25  | Drapeau de l'Algérie        | Fin de contrat      | ? ans   | Aucune    | Mercato d'été | CR Belouizdad (L1)     |
| Arrivée | Milieu de terrain | Kaci Sedkaoui       | 25  | Drapeau de l'Algérie        | Transfert définitif | 1 an    | Aucune    | Mercato d'été | NA Hussein Dey (L2)    |
| Type    | Poste             | Nom                 | Âge | Nat.                        | Transfert           | Durée   | Indemnité | Date          | Provenance/Destination |

Âge = âge au moment du transfert; Nat. = nationalité; Date = date ou période du transfert ( = mercato d'été;  = mercato d'hiver)
ArrivéeDépart

## Effectif professionnel
Effectif de la JS Kabylie pour la saison 2011-2012, du Championnat d'Algérie, de la Coupe d'Algérie et de la Coupe d'Afrique.

## Championnat d'Algérie

### Phase aller
| Dates             | Horaires      | Journées    | Adversaires    | Lieux des rencontres                    | Scores | Buts JSK                   | Références           |
| ----------------- | ------------- | ----------- | -------------- | --------------------------------------- | ------ | -------------------------- | -------------------- |
| 10 septembre 2011 | 19 h 00 UTC+1 | 1re journée | MC Alger       | Stade du 1er novembre 1954 (Tizi Ouzou) | 1-0    | Boulemdaïs 90e             | [ Rapport match 1 ]  |
| 27 septembre 2011 | 18 h 00 UTC+1 | 2e journée  | CR Belouizdad  | Stade du 20-août-1955 (Alger)           | 1-0    | -                          | [ Rapport match 2 ]  |
| 24 septembre 2011 | 18 h 00 UTC+1 | 3e journée  | CA Batna       | Stade du 1er novembre 1954 (Tizi Ouzou) | 1-1    | Hemani 65e (pen.)          | [ Rapport match 3 ]  |
| 1er octobre 2011  | 16 h 00 UTC+1 | 4e journée  | WA Tlemcen     | Complexe sportif Akid Lotfi (Tlemcen)   | 1-0    | -                          | [ Rapport match 4 ]  |
| 15 octobre 2011   | 18 h 00 UTC+1 | 5e journée  | AS Khroub      | Stade du 1er novembre 1954 (Tizi Ouzou) | 1-0    | Hanifi 1re                 | [ Rapport match 5 ]  |
| 22 octobre 2011   | 16 h 00 UTC+1 | 6e journée  | MC El Eulma    | Stade Messaoud Zougar (El Eulma)        | 1-1    | Rial 5e                    | [ Rapport match 6 ]  |
| 29 octobre 2011   | 16 h 00 UTC+1 | 7e journée  | USM El Harrach | Stade du 1er novembre 1954 (Tizi Ouzou) | 0-1    | -                          | [ Rapport match 7 ]  |
| 4 novembre 2011   | 15 h 00 UTC+1 | 8e journée  | MC Oran        | Stade Ahmed-Zabana (Oran)               | 1-2    | Boulemdaïs 16e, Hemani 27e | [ Rapport match 8 ]  |
| 19 novembre 2011  | 15 h 00 UTC+1 | 9e journée  | USM Alger      | Stade du 1er novembre 1954 (Tizi Ouzou) | 0-0    | -                          | [ Rapport match 9 ]  |
| 22 novembre 2011  | 15 h 00 UTC+1 | 10e journée | CS Constantine | Stade du 1er novembre 1954 (Tizi Ouzou) | 1-0    | Tedjar 78e (pen.)          | [ Rapport match 10 ] |
| 26 novembre 2011  | 18 h 00 UTC+1 | 11e journée | MC Saïda       | Stade des frères Braci (Saïda)          | 1-2    | Boulemdaïs 7e, Hanifi 23e  | [ Rapport match 11 ] |
| 3 décembre 2011   | 15 h 00 UTC+1 | 12e journée | ES Sétif       | Stade du 1er novembre 1954 (Tizi Ouzou) | 2-2    | Hachoud 38e, Aoudia 50e    | [ Rapport match 12 ] |
| 10 décembre 2011  | 15 h 00 UTC+1 | 13e journée | NA Hussein Dey | Stade du 20-août-1955 (Alger)           | 0-0    | -                          | [ Rapport match 13 ] |
| 17 décembre 2011  | 15 h 00 UTC+1 | 14e journée | JSM Béjaïa     | Stade du 1er novembre 1954 (Tizi Ouzou) | 1-0    | Hanifi 59e                 | [ Rapport match 14 ] |
| 24 décembre 2011  | 18 h 00 UTC+1 | 15e journée | ASO Chlef      | Stade Mohamed-Boumezrag (Chlef)         | 2-1    | Hemmani 74e                | [ Rapport match 15 ] |

### Classement à la trêve hivernale
Le classement est établi sur le barème de points classique (victoire à 3 points, match nul à 1, défaite à 0)
mis à jour le 6 janvier 2012
| Rang | Équipe           | Pts | J  | G | N | P | Bp | Bc | Diff |
| ---- | ---------------- | --- | -- | - | - | - | -- | -- | ---- |
| 1    | ES Sétif         | 27  | 15 | 8 | 3 | 4 | 34 | 25 | +9   |
| 2    | USM Alger        | 27  | 15 | 8 | 3 | 4 | 19 | 12 | +7   |
| 3    | CR Belouizdad    | 25  | 15 | 7 | 4 | 4 | 21 | 15 | +6   |
| 4    | ASO Chlef        | 25  | 15 | 7 | 4 | 4 | 20 | 16 | +4   |
| 5    | JSM Béjaïa       | 24  | 15 | 6 | 6 | 3 | 14 | 9  | +5   |
| 6    | JS Kabylie       | 23  | 15 | 6 | 5 | 4 | 13 | 11 | +2   |
| 7    | USM El Harrach   | 23  | 15 | 7 | 2 | 6 | 16 | 16 | 0    |
| 8    | WA Tlemcen       | 22  | 15 | 5 | 7 | 3 | 18 | 18 | 0    |
| 9    | MC El Eulma      | 21  | 15 | 5 | 6 | 4 | 19 | 17 | +2   |
| 10   | CS Constantine P | 19  | 15 | 4 | 7 | 4 | 16 | 15 | +1   |
| 11   | MC Alger         | 19  | 15 | 5 | 4 | 6 | 11 | 13 | -2   |
| 12   | CA Batna P       | 17  | 15 | 4 | 5 | 6 | 15 | 13 | +2   |
| 13   | AS Khroub        | 17  | 15 | 3 | 8 | 4 | 11 | 14 | -3   |
| 14   | MC Saïda         | 13  | 15 | 3 | 4 | 8 | 15 | 21 | -6   |
| 15   | MC Oran          | 10  | 15 | 2 | 4 | 9 | 13 | 29 | -16  |
| 16   | NA Hussein Dey P | 8   | 15 | 0 | 8 | 7 | 8  | 19 | -11  |

Qualifications africaines
Ligue des champions 2013
Qualifications arabes
Coupe UAFA 2013
Relégations
- 14e, 15e et 16e : relégation en Ligue 2

Abréviations
 : Tenant du titre

C : Vainqueur de la coupe d'Algérie 2012

P : Promus de Ligue 2 2010-2011

### Phase retour
| Dates           | Horaires      | Journées     | Adversaires    | Lieux des rencontres                    | Scores | Buts JSK                                   | Références           |
| --------------- | ------------- | ------------ | -------------- | --------------------------------------- | ------ | ------------------------------------------ | -------------------- |
| 21 janvier 2012 | 17 h 45 UTC+1 | 16re journée | MC Alger       | Stade du 5-Juillet-1962 (Alger)         | 0-0    | -                                          | [ Rapport match 16 ] |
| 28 janvier 2012 | 15 h 00 UTC+1 | 17e journée  | CR Belouizdad  | Stade du 1er novembre 1954 (Tizi Ouzou) | 0-1    | -                                          | [ Rapport match 17 ] |
| 31 janvier 2012 | 17 h 45 UTC+1 | 18e journée  | CA Batna       | Stade du 1er novembre 1954 (Batna)      | 0-0    | -                                          | [ Rapport match 18 ] |
| 4 février 2012  | 15 h 00 UTC+1 | 19e journée  | WA Tlemcen     | Stade du 1er novembre 1954 (Tizi Ouzou) | 2-0    | Hanifi 23e et 78e                          | [ Rapport match 19 ] |
| 18 février 2012 | 15 h 00 UTC+1 | 20e journée  | AS Khroub      | Stade Abed Hamdani (El Khroub)          | 0-0    | -                                          | [ Rapport match 20 ] |
| 3 mars 2012     | 15 h 00 UTC+1 | 21e journée  | MC El Eulma    | Stade du 1er novembre 1954 (Tizi Ouzou) | 1-1    | Belkalem 35e                               | [ Rapport match 21 ] |
| 17 mars 2012    | 15 h 00 UTC+1 | 22e journée  | USM El Harrach | Stade du 1er-Novembre-1954 (Alger)      | 0-1    | -                                          | [ Rapport match 22 ] |
| 24 mars 2012    | 15 h 00 UTC+1 | 23e journée  | MC Oran        | Stade du 1er novembre 1954 (Tizi Ouzou) | 2-2    | Boulemdaïs 20e, Belkalem 54e               | [ Rapport match 23 ] |
| 7 avril 2012    | 17 h 45 UTC+1 | 24e journée  | USM Alger      | Stade Omar-Hamadi (Alger)               | 0-1    | -                                          | [ Rapport match 24 ] |
| 14 avril 2012   | 16 h 00 UTC+1 | 25e journée  | CS Constantine | Stade Mohamed-Hamlaoui (Constantine)    | 0-0    | -                                          | [ Rapport match 25 ] |
| 28 avril 2012   | 15 h 00 UTC+1 | 26e journée  | MC Saïda       | Stade du 1er novembre 1954 (Tizi Ouzou) | 4-0    | Hemani 20e et 61e, Hanifi 46e, Remache 76e | [ Rapport match 26 ] |
| 5 mai 2012      | 15 h 00 UTC+1 | 27e journée  | ES Sétif       | Stade du 8 mai 1945 (Sétif)             | 2-1    | Hanifi 81e                                 | [ Rapport match 27 ] |
| 12 mai 2012     | 17 h 00 UTC+1 | 28e journée  | NA Hussein Dey | Stade du 1er novembre 1954 (Tizi Ouzou) | 3-1    | Hemani 18e, Hanifi 63e, Boulemdaïs 83e     | [ Rapport match 28 ] |
| 15 mai 2012     | 15 h 00 UTC+1 | 29e journée  | JSM Béjaïa     | Stade de l'Unité Maghrébine (Béjaïa)    | 1-0    | -                                          | [ Rapport match 29 ] |
| 19 mai 2012     | 17 h 00 UTC+1 | 30e journée  | ASO Chlef      | Stade du 1er novembre 1954 (Tizi Ouzou) | 3-2    | Boulemdaïs 72e, Rial 75e, Hemani 85e       | [ Rapport match 30 ] |

### Classement final
mis à jour le 20 mai 2012
| Rang | Équipe           | Pts | J  | G  | N  | P  | Bp | Bc | Diff |
| ---- | ---------------- | --- | -- | -- | -- | -- | -- | -- | ---- |
| 1    | ES Sétif C       | 53  | 30 | 16 | 5  | 9  | 53 | 40 | +13  |
| 2    | JSM Béjaïa       | 53  | 30 | 15 | 8  | 7  | 40 | 26 | +14  |
| 3    | USM Alger        | 52  | 30 | 15 | 7  | 8  | 37 | 25 | +12  |
| 4    | CR Belouizdad    | 48  | 30 | 13 | 9  | 8  | 34 | 28 | +6   |
| 5    | ASO Chlef        | 47  | 30 | 14 | 5  | 11 | 41 | 34 | +7   |
| 6    | MC Alger         | 44  | 30 | 11 | 11 | 8  | 35 | 33 | +2   |
| 7    | CA Batna P       | 44  | 30 | 12 | 8  | 10 | 38 | 25 | +13  |
| 8    | WA Tlemcen       | 44  | 30 | 12 | 8  | 10 | 39 | 37 | +2   |
| 9    | JS Kabylie       | 41  | 30 | 10 | 11 | 9  | 29 | 23 | +6   |
| 10   | USM El Harrach   | 38  | 30 | 11 | 5  | 14 | 28 | 31 | -3   |
| 12   | MC El Eulma      | 38  | 30 | 10 | 8  | 12 | 38 | 39 | -1   |
| 11   | CS Constantine P | 36  | 30 | 8  | 12 | 10 | 35 | 42 | -7   |
| 13   | MC Oran          | 35  | 30 | 9  | 8  | 13 | 38 | 51 | -13  |
| 14   | AS Khroub        | 31  | 30 | 7  | 10 | 13 | 23 | 46 | -23  |
| 15   | NA Hussein Dey P | 26  | 30 | 5  | 11 | 14 | 29 | 39 | -10  |
| 16   | MC Saïda         | 24  | 30 | 6  | 6  | 18 | 28 | 46 | -18  |

Qualifications africaines
Ligue des champions 2013
Relégation
- 14e, 15e et 16e : relégation en Ligue 2 Nedjma

Abréviations
 : Tenant du titre

C : Vainqueur de la coupe d'Algérie 2012

P : Promus de Ligue 2 2010-2011

### Statistiques des joueurs
| Nom              | Âge | MnJ  | J  | Tit. | Entré | Remplacé | But inscrit | Averti | Carton jaune · Carton rouge | Carton rouge |
| ---------------- | --- | ---- | -- | ---- | ----- | -------- | ----------- | ------ | --------------------------- | ------------ |
| Malik Asselah    | 25  | 2070 | 23 | 23   | 0     | 0        | 0           | 0      | 0                           | 0            |
| Nabil Mazari     | 28  | 90   | 1  | 1    | 0     | 0        | 0           | 0      | 0                           | 0            |
| Nordine Assami   | 24  | 180  | 3  | 2    | 1     | 0        | 0           | 1      | 0                           | 0            |
| Essaïd Belkalem  | 23  | 538  | 28 | 8    | 6     | 2        | 0           | 2      | 2                           | 1            |
| Abderrezak Bitam | 22  | 987  | 12 | 12   | 0     | 5        | 0           | 1      | 0                           | 0            |

## Coupe d'Algérie
Parcours en Coupe d'Algérie de football :
| Dates            | Horaires      | Tours           | Adversaires | Lieux des rencontres                    | Scores    | Buts JSK                        | Références           |
| ---------------- | ------------- | --------------- | ----------- | --------------------------------------- | --------- | ------------------------------- | -------------------- |
| 30 décembre 2012 | 14 h 30 UTC+1 | 1/32e de finale | MSP Batna   | Stade du 1er novembre 1954 (Tizi Ouzou) | 1-0       | Hanifi 43e (pen.)               | [ Rapport match 31 ] |
| 23 février 2012  | 14 h 00 UTC+1 | 1/16e de finale | MB Hessasna | Stade du 1er novembre 1954 (Tizi Ouzou) | 3-1 (a.p) | Hemani 21e et 112e, Hanifi 120e | [ Rapport match 32 ] |
| 10 mars 2012     | 17 h 00 UTC+1 | 1/8e de finale  | USM Alger   | Stade Omar-Hamadi (Alger)               | 0-1 (a.p) | -                               | [ Rapport match 33 ] |

Buteurs en Coupe d'Algérie :
1. Salim Hanifi : 2 buts.
2. Nabil Hemani : 2 buts.

## Coupe de la Confédération
En raison des nombreuses difficultés sportives et financières du club la saison passée conjuguées à la fatigue de l'effectif qui ne cessa de jouer pendant deux ans (en raison des échéances africaines qui avaient lieu durant l'été), les dirigeants du club décidèrent de faire l'impasse sur la compétition. Pourtant qualifiée grâce à sa victoire finale lors de l'édition 2010-2011 en Coupe d'Algérie face à l'USM El Harrach sur le score d'un but à zéro, la JS Kabylie ne sera donc pas présente en compétition africaine cette saison.
C'est la première fois depuis plus de onze ans que l'équipe ne participe à un tournoi africain. La dernière fois que cela eût lieu se fut entre les années 1996 (marquée par une demi-finale en Coupe d'Afrique des Clubs champions) et 2000 (marquée par son premier sacre en Coupe de la CAF, son quatrième titre africain); le club était resté sans jouer de compétitions africaines durant quatre ans.
C'est également la première fois de son histoire que l'équipe se désiste pour une compétition africaine, cela était déjà arrivé pour une compétition arabe au profit d'une compétition africaine, mais jamais le club s'absenta de son plein gré pour une échéance africaine et qui demeure pourtant la spécialité du club au niveau international.

## Buteurs
| No.       | Nat.                 | Player           | Pos.      | L 1 | AC | CC 3 | TOTAL |
| --------- | -------------------- | ---------------- | --------- | --- | -- | ---- | ----- |
| 17        | Drapeau de l'Algérie | Salim Hanifi     | FW        | 9   | 2  | 1    | 12    |
| 19        | Drapeau de l'Algérie | Nabil Hemani     | FW        | 7   | 2  | 0    | 9     |
| 14        | Drapeau de l'Algérie | Hamza Boulemdaïs | FW        | 6   | 0  | 0    | 6     |
| 5         | Drapeau de l'Algérie | Ali Rial         | DF        | 2   | 0  | 0    | 2     |
| 21        | Drapeau de l'Algérie | Essaïd Belkalem  | DF        | 2   | 0  | 0    | 2     |
| 8         | Drapeau de l'Algérie | Saad Tedjar      | MF        | 2   | 0  | 0    | 2     |
| 2         | Drapeau de l'Algérie | Belkacem Remache | DF        | 1   | 0  | 0    | 1     |
| Own Goals | Own Goals            | Own Goals        | Own Goals | 0   | 0  | 0    | 0     |
| Totals    | Totals               | Totals           | Totals    | 29  | 4  | 1    | 34    |

## Sources
Sur le club
(fr) Site Officiel de la JS Kabylie
Presses et médias sportifs
(fr) Site internet sur le football algérien: DZFOOT
(fr) Site internet du quotidien sportif Competition
(ar) Site du quotidien sportif Elheddaf
(fr) Site internet du quotidien sportif Lebuteur
(fr) Site internet du quotidien sportif Maracana
Instances du football
(fr) Site internet de la Fédération Algérienne de Football
(fr) Site internet de la Ligue National de Football Professionnel
(fr) Site internet de la Confédération Africaine de Football

## Voir également
- Jeunesse sportive de Kabylie